# Langsdorffia papuana
Langsdorffia papuana är en tvåhjärtbladig växtart som beskrevs av Geesink. Langsdorffia papuana ingår i släktet Langsdorffia och familjen Balanophoraceae. Inga underarter finns listade i Catalogue of Life.